# 다이페닐 옥살레이트
다이페닐 옥살레이트(상명 시알륨)는 야광복 속에서 화학발광에 반응성이 있는 고체에스터의 산화물이다. 페놀과 옥살산에 의한 에스터화를 통해 합성될 수 있다. 다이페닐 옥살레이트는 과산화수소와 반응하며 아래의 광자 형성과정을 겪는다.
반응속도는 pH에 의존하고, 약산성 환경에서 살리실산 소듐과 같은 약염기를 더하면 더 밝은 빛을 얻을 수 있다. 옥살산의 트라이클로로페놀 에스터는 고체이고 다루기 매우 쉽다. 더욱이 트라이클로로페놀레이트는 페놀 에스터와 비교했을 때, 바닥상태로 떨어지기 쉬워 반응이 빠를 것이며 더 밝은 빛을 낸다.